# 321045 Kretinga
321045 Kretinga è un asteroide della fascia principale. Scoperto nel 2008, presenta un'orbita caratterizzata da un semiasse maggiore pari a 2,4266616 au e da un'eccentricità di 0,1950288, inclinata di 3,66803° rispetto all'eclittica.